# Michel Weyland
Michel Weyland (Brussel, 19 augustus 1947) is een Belgisch stripauteur en tekenaar.  
In 1979 besloot hij zich aan het striptekenen te wijden.
Van zijn hand kwam de reeks Aria: een reeks over een jonge vrouw die alleen de wereld rondtrekt, heel bedreven is in het zwaardvechten en al rondtrekkend meer te weten komt over haar verleden.